# 게구리
게구리(본명: 김세연, 1999년 6월 26일 ~ )는 대한민국 오버워치 리거이다.